# Mutterschaftsanerkennung
Eine Mutterschaftsanerkennung ist eine Erklärung einer Frau, die zur rechtlichen Herstellung eines Verwandtschaftsverhältnisses zwischen ihr und dem von ihr geborenen Kind führt. Das Instrument der Mutterschaftsanerkennung ist nur in wenigen Ländern gebräuchlich, in Europa noch in Italien.
Im italienischen Recht ist eine Mutterschaftsanerkennung zur Begründung eines Verwandtschaftsverhältnisses erforderlich, wenn die gebärende Frau nicht mit dem Vater des Kindes verheiratet ist. Gegebenenfalls ist die Zustimmung des Vaters erforderlich. In den deutschsprachigen Ländern ist die Mutterschaftsanerkennung daher stets dann noch relevant, wenn wenigstens ein Elternteil die Staatsangehörigkeit eines Staates besitzt, in dem eine Mutterschaftsanerkennung zur Begründung der rechtlichen Mutterschaft erforderlich ist. Mit der Anerkennung verbunden ist eine sonst nicht gegebene Gleichstellung des Kindes mit ehelichen Kindern. Weiterhin besteht unter dieser ungewöhnlichen Gesetzeslage die Möglichkeit für die Mutter, unter Verzicht auf eine Mutterschaftsanerkennung das Kind in staatliche Fürsorge geben zu können, ohne bereits ein verwandtschaftliches Rechtsverhältnis begründet zu haben.
Soll die Mutterschaftsanerkennung in Deutschland vorgenommen werden, kann die Erklärung bei den Standesämtern oder gem. § 59 Abs. 1 Nr. 2 SGB VIII durch das Jugendamt beurkundet werden, ebenso beim Amtsgericht oder einem Notar. Die Beurkundung ist in der Regel kostenlos. Für Abschriften kann örtlich eine Gebühr erhoben werden.